# Університет Біо-Біо

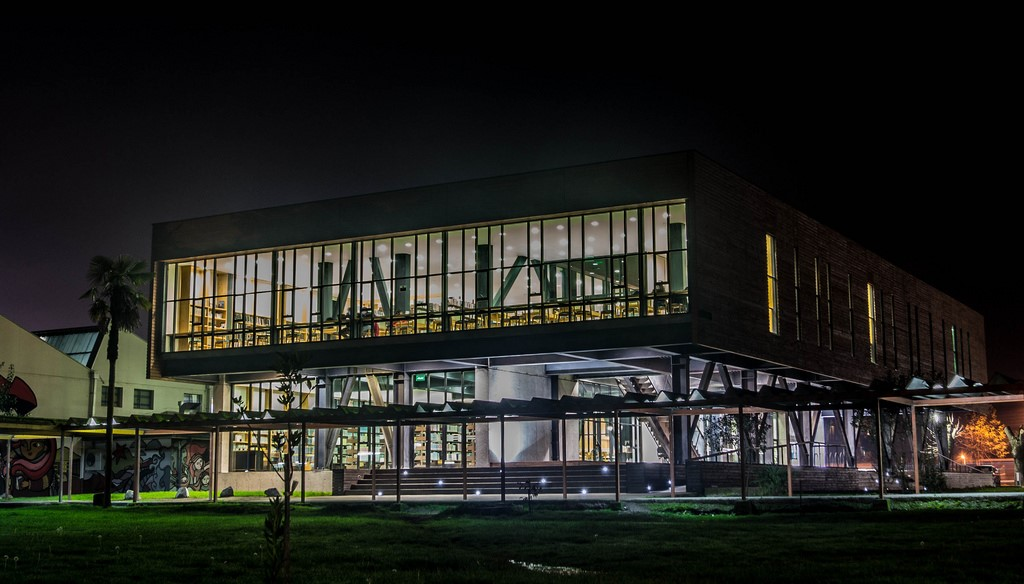
Бібліотека університету Біо-Біо (2018)

Університет Біо-Біо (УББ) (ісп. Universidad del Bío-Bío - UBB) є університет, розташований в Консепсьйон, Чилі.

## Історія
Університет Біо-Біо був заснований в 1947 році й спершу називався Campus Concepción der Universidad Técnica del Estado (UTE). Університет об'єднав всі технічні факультети країни. У 1980 році реформований в університет Біо-Біо. З 1988 року об'єднався з інститутом Instituto Profesional de Chillán. У 2009 році університет сертифікований національною аґенцією з акредитації (Comisión Nacional de Acreditación).